# Matylda Dánská
Matylda Dánská (* 1250 – † 1299 nebo 1300?), byla dánská princezna, provdaná braniborsko-salzwedelská markraběnka pocházející z rodu Valdemarů, vedlejší linie dynastie Estridsenů.

## Život
Byla pravděpodobně druhým potomkem dánského krále Kryštofa I. a jeho manželky Markéty Pomořanské.
Roku 1268 se provdala za braniborsko-salzwedelského markraběte Albrechta III., kterému porodila čtyři děti:
- Ota (před 1276–1299)
- Jan († 1299)
- Markéta († 1315)
  1. 1291 Přemysl II. Velkopolský (1257–1296)
  2. 1302 Albrecht III. Sasko-Lauenburský (1281–1308)
- Beatrix († 1314), manžel JIndřich II. Meklenburský (1266–1329)